# Abtskopf (Wasgau)
Der Abtskopf ist ein 486,6 m ü. NHN hoher Berg im Wasgau, dem südlichen Teil des Pfälzerwaldes.

## Lage
Der Abtskopf liegt im sogenannten Abtswald auf der Gemarkung von insgesamt vier Gemeinden. Die Westflanke gehört zu Silz, der Nordosten zu Klingenmünster, der Südosten zu Gleiszellen-Gleishorbach und der äußerste Südfuß zu Bad Bergzabern; dort erstreckt sich außerdem der Stadtteil Blankenborn. Benachbarte Berge sind im Westen das Katzeneck und im Südosten der Querenberg. Der Abtskopf weist eine große Dominanz auf, die im Norden erst durch den Rehberg und im Süden durch den Farrenberg endet.

## Charakteristika
Beim Abtskopf handelt es sich um einen sogenannten Kegelrückenberg. Er ist vollständig mit Mischwald umgeben. Der Berg ist auf Waldwegen erreichbar; als Ausgangspunkt hierfür können Parkplätze in Blankenborn oder Silz fungieren.

## Kultur

### Bauwerke
Im Gipfelbereich befinden sich eine Schutzhütte und ein Umsetzer. An seiner Ostflanke befindet sich die von der Ortsgruppe Klingenmünster des Pfälzerwald-Vereins betriebene Karlsplatzhütte, in der jedoch keine Bewirtung stattfindet.

### Rittersteine
Im Einzugsgebiet des Berges befinden sich insgesamt zwei Rittersteine. Im Südosten seines Massivs steht der Ritterstein 35 „Am Holderbild“; er markiert einen Bildstock an einem Holunderbaum. An seiner Westflanke befindet sich der Ritterstein 206, der die Aufschrift „Katzeneiche“ trägt; der Name des Baumes verweist auf Wildkatzen.

## Wanderwege
Über den Abtskopf führt ein mit einem weiß-blauen Balken markierter Weg, der eine Verbindung mit Bad Münster am Stein sowie Sankt Germanshof schafft.

## Rezeption
Im sich südlich anschließenden Blankenborn befindet sich eine Straße mit dem Namen „Zum Abtskopf“.